# 金太年
金太年（：／ Kim Tae-nyeon；1964年3月7日—），大韓民國學生運動出身的自由派政治人物，現任國會議員。

## 早年生活
1965年，金太年出生在全羅南道順天市。父親是一個補鞋匠，而母親是一個市場的魚販。他在順天高中就學，並在慶熙大學獲得了公共管理學士學位和碩士學位。他的早期夢想是當一名新聞記者。金太年曾擔任慶熙大學水原校區學生會主席，以及全國大學生代表協會會員。在六月民主運動期間，他領導了一次學生運動。此外，他還領導過城南市的各種地方運動。

## 政治生涯
2000年，時任總統金大中帶他進入新千年民主黨。2002年，他離開民主黨，與柳時敏成立了改革國民政黨，後來併入開放國民黨。但2002年總統選舉他們仍支持新千年民主黨候選人盧武鉉。
2004年國會選舉初試啼聲就大勝大國家黨對手金乙東13.7%進入國會，當年39歲的他成為該次選舉中最年輕國會議員。他於2007年2月被任命為開放國民黨的院內副代表之一。他在2008年國會選舉中以129票的微小差距敗選，連任失利。之後於2012年、2016年、2020年均成功當選國會議員。
2019年5月，金太年參選共同民主黨院內代表，但敗於李仁榮；2020年5月7日，才成功當選院內代表。